# Цилканский собор
Цилканский собор Богоматери (груз. წილკნის ღვთისმშობლის ტაძარი) — грузинская православная церковь в деревне Цилкани, относящейся к Мцхетскому муниципалитету, лежащем в восточном грузинском мхаре Мцхета-Мтианети. Первоначально построенная в IV веке церковь неоднократно перестраивалась в Средние века. Сохранившееся здание представляет собой крестово-купольный храм, окружённый стеной с угловыми башнями. Собор внесён в список недвижимых памятников культуры национального значения Грузии.

## Расположение
Собор Цилкани находится в центре одноимённого села, расположенного к северо-западу от древнего города Мцхета, на левом берегу Нареквави, притока реки Арагви. Эта деревня, где также находится курган позднего бронзового века и другие археологические объекты, также примечательна христианским склепом IV—V века с надписью на греческом языке.

## История

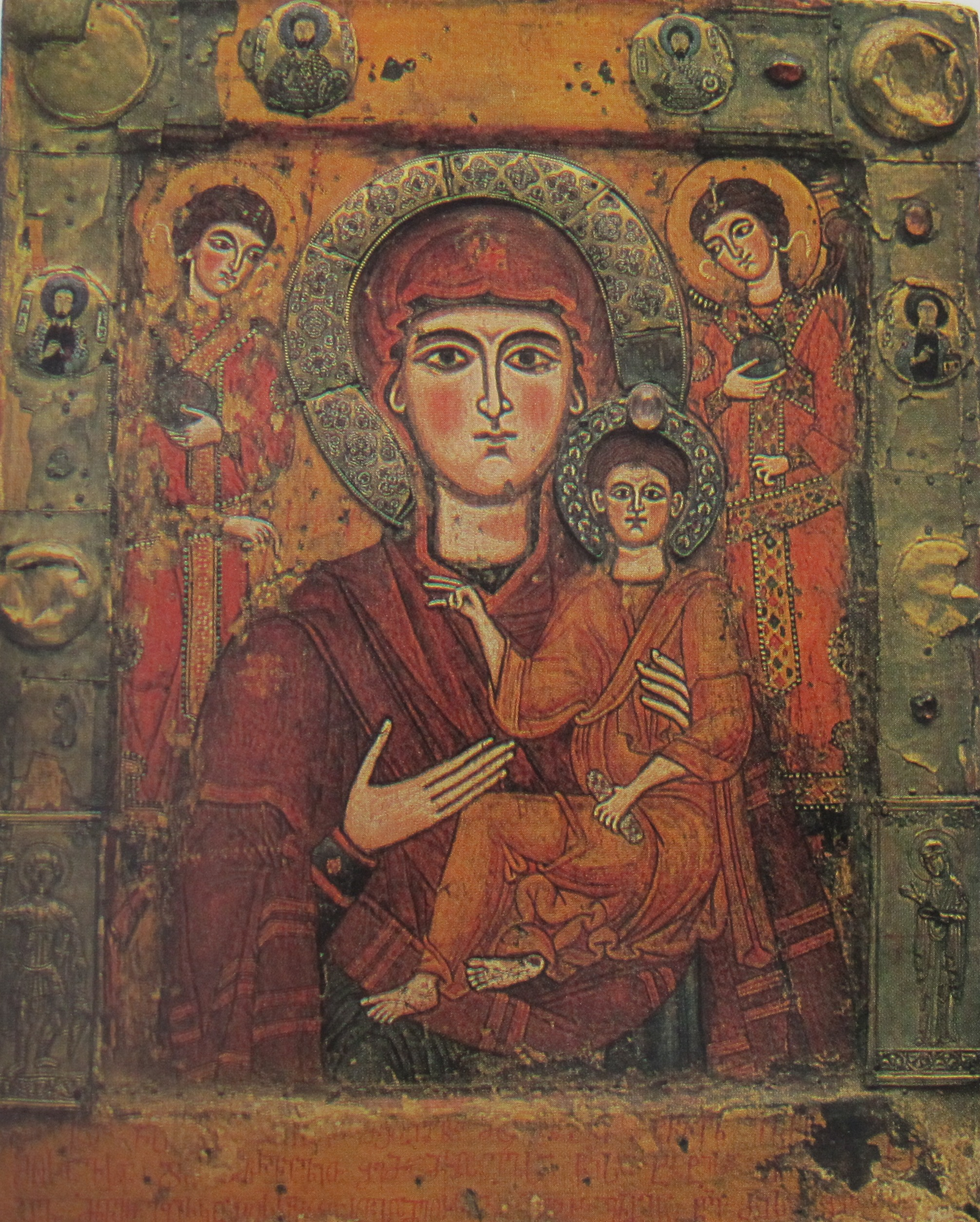
Икона Цилканской Божьей Матери

Основание Цилканской церкви приписывается средневековыми грузинскими хрониками царю Иберии Вараз-Бакуру II (правил в 365—380 годах), сыну Мириана III, первого христианского царя Картли—Иберии согласно античным источникам. Первоначально построенная в виде зального храма церковь была переделана в трёхнефную базилику в V или VI веке, а затем в XII или XIII веке преобразована в купольную церковь. Она подверглась новой реконструкции в XVI—XVII веке. Храм также ассоциировался в средневековой грузинской традиции, развившейся в гимнах клирика XIII века Арсена Булмаисимисдзе, с монахом Иессеем из Антиохии, который прибыл в составе «13 сирийских отцов» в Картли около 545 года. По преданию гробница Иессея до сих пор находится в церкви. Собор был резиденцией епископов Цилкани, впервые упомянутых в 506 году.
В соборе хранилась почитаемая икона Цилканской Божьей Матери, датированная IX веком. Икона была перекрашена и отреставрирована на рубеже XII века, но лица, написанные восковой темперой, остались нетронутыми. В 1926 году икона была передана на сохранение в Грузинский национальный музей в Тбилиси.

## Архитектура

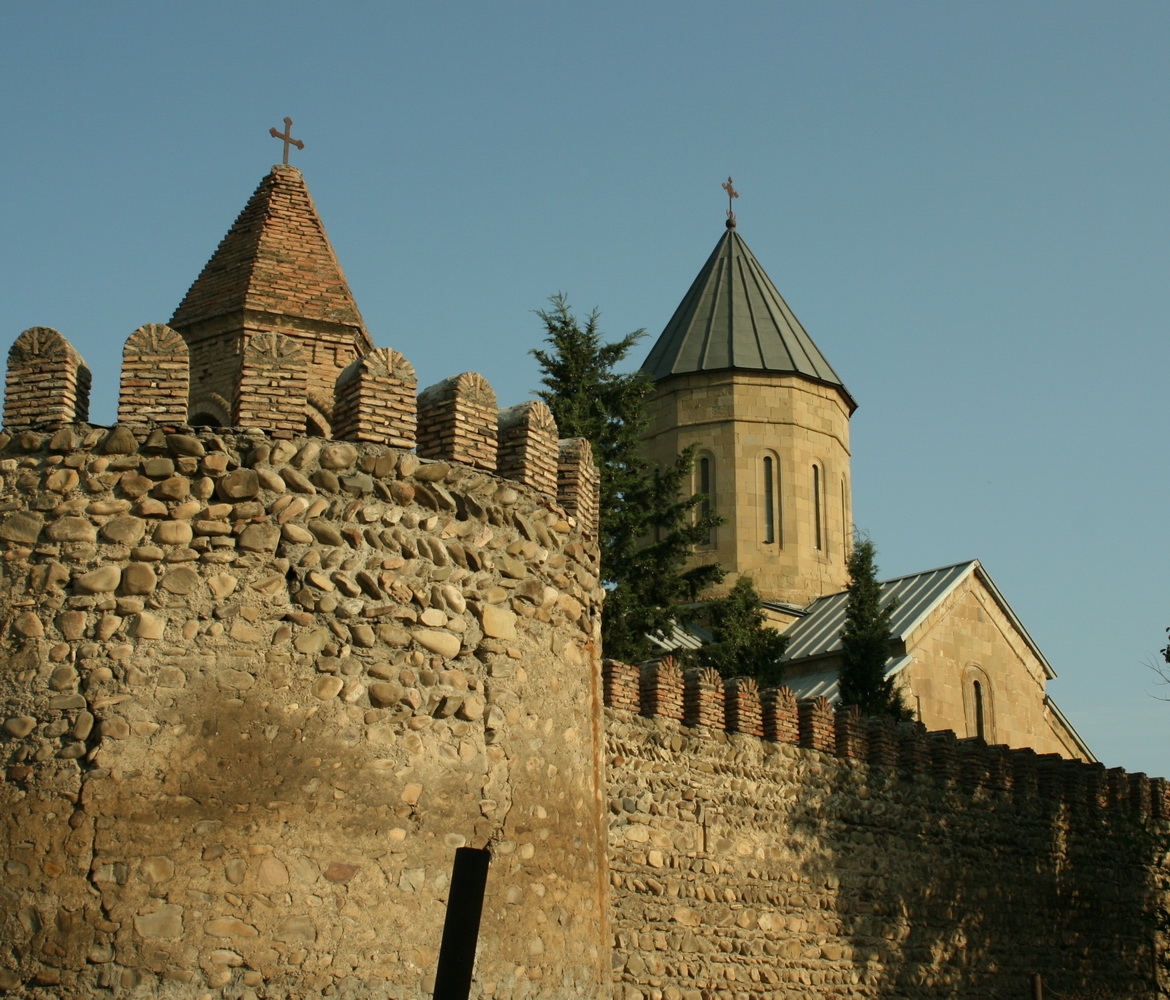
Башня с колокольней.

Сохранившаяся церковь, занимающая площадь в 28 на 24 метра и построенная преимущественно из обработанных блоков песчаника, представляет собой квадратное здание с полукруглой апсидой и центральным куполом, поддерживаемым четырьмя отдельно стоящими опорами. Основание купола пронизано 12 окнами. Внутреннее пространство также освещается 10 окнами, вырезанными в стенах. В церковь ведут три входа. К её южной стороне примыкает небольшая приходская церковь с полукруглой апсидой и двумя нишами, соединёнными дверным проемом с южным нефом собора. В церкви сохранились остатки грубых настенных росписей, датированных периодом с XV по XVIII век.
Собор окружает каменная навесная стена конца XVIII века, занимающая площадь в 58 на 72 метра. Стена пронизана арочными кирпичными воротами на юго-западе и рядом амбразур, а также имеет закруглённые угловые башни, одна из которых, на юго-востоке, увенчана шестиугольной колокольней XIX века.